# L'Aventure (album de Da Silva)
Pour l’article homonyme, voir Aventure (homonymie).
Albums de Da Silva
Villa Rosa
(2013)
L’Aventure est le sixième album solo de Da Silva paru le 24 mars 2017 chez Pias.

## Historique
Quatre ans après « Villa Rosa », le sixième album de Da Silva « L’aventure » sort chez Pias.
Ces chansons, écrites sur trois ans, à Paris, en Bretagne, au Portugal sont enregistrées au Studio ICP de Bruxelles.
Da Silva a souhaité un album orchestré, des cuivres et des cordes, pour un son différent de la production électronique et minimaliste du moment. « Je voulais de la matière organique et beaucoup de détails mais aussi beaucoup de musiciens et peu de machines »[source insuffisante]. 
L'album, est bien accueilli tant par la presse spécialisée  que généraliste selon laquelle "à l'heure du tout électro, du tout hip-hop, Da Silva signe, avec « l'Aventure », un grand album de pop orchestrée et orchestrale avec cordes, cuivres et arrangements somptueux que n'aurait pas reniés Michel Legrand". 
Une nouvelle version de l’album sortie le 23 mars 2018, contient également un remix de « Mon Amour » par The Shoes, accompagné d’un clip tourné par Aurélien Ferré dans un taxi à Paris dans le quartier de Pigalle.  

## Liste des titres
Toutes les chansons sont écrites et composées par Da Silva, sauf mention contraire.
| 1.  | La seule personne                             |  | 3:23 |
| 2.  | La fille                                      |  | 3:28 |
| 3.  | L’aventure                                    |  | 3:00 |
| 4.  | John McEnroe                                  |  | 3:08 |
| 5.  | Il y a                                        |  | 2:23 |
| 6.  | Le sourire                                    |  | 3:02 |
| 7.  | Nos vies solitaires                           |  | 3:46 |
| 8.  | Jamais peur                                   |  | 2:52 |
| 9.  | Sourire en sortant                            |  | 3:46 |
| 10. | La réputation                                 |  | 1:55 |
| 11. | Mon amour                                     |  | 3:12 |
| 12. | La fille #2                                   |  | 3:06 |
| 13. | Mon amour (Remix) (Édition Deluxe uniquement) |  |      |

| 1.  | L'indécision            |  |
| 2.  | Tout va pour le mieux   |  |
| 3.  | Au moment des amours    |  |
| 4.  | Le carnaval             |  |
| 5.  | La crise                |  |
| 6.  | De là-haut              |  |
| 7.  | Les plus belles lettres |  |
| 8.  | L’averse                |  |
| 9.  | Villa Rosa              |  |
| 10. | Les stations balnéaires |  |